# 托尔特利亚
托尔特利亚，是西班牙加泰罗尼亚赫罗纳省的一个市镇。总面积11平方公里，总人口706人（2001年），人口密度64人/平方公里。